# Q-Base
Q-Base was een Duits dancefestival georganiseerd door Q-dance.
Q-Base werd in 2004 voor het eerst geïntroduceerd als “The international dance festival”. Op een voormalige RAF-legerbasis in Weeze, net over de grens met Duitsland, komen 25.000 feestgangers uit heel Europa samen. Naast het unieke terrein, onderscheidt Q-BASE zich van andere festivals doordat het zowel een dag- als een nachtfestival is. Het festival duurt dan ook 14 uur. Naast plaatsen waar hardstyle en hardcore wordt gedraaid, is er op Q-Base ook ruimte voor nieuwe en minder gangbare muziekstijlen. In 2018 vond de laatste editie van het festival plaats. Organisator Q-dance komt in 2019 met een nieuw evenement op hetzelfde terrein.

## Edities
| Jaar | Anthem                             | Artiest Anthem   | Datum        |
| ---- | ---------------------------------- | ---------------- | ------------ |
| 2018 | The Final Mission                  | Atmozfears       | 8 september  |
| 2017 | Strike As A Die Hard               | Noisecontrollers | 9 september  |
| 2016 | Die Hards Only                     | Frequencerz      | 10 september |
| 2015 | Lock 'n Load                       | Audiofreq        | 12 september |
| 2014 | Creatures                          | Max Enforcer     | 13 september |
| 2013 | The Twilight Zone                  | Ran-D            | 7 september  |
| 2012 | Symbols                            | Frontliner       | 8 september  |
| 2011 |                                    |                  | 10 september |
| 2010 | Lost In Dreams (Alpha Twins remix) | Mike NRG         | 11 september |
| 2009 |                                    |                  | 12 september |
| 2008 | Lost In Dreams (Weapon X Remix)    | Mike NRG         | 30 augustus  |
| 2007 |                                    |                  | 8 september  |
| 2006 | Lost In Dreams (Tat & Zat remix)   | Mike NRG         | 9 september  |
| 2005 | Lost In Dreams                     | Mike NRG         | 10 september |
| 2004 | geen anthem                        | geen anthem      | 18 september |